# Fabian Bösch
Fabian Bösch (Hirschthal, 6 de julio de 1997) es un deportista suizo que compite en esquí acrobático, especialista en las pruebas de big air y slopestyle.
Ganó dos medallas de oro en el Campeonato Mundial de Esquí Acrobático, en los años 2015 y 2019. Adicionalmente, consiguió cuatro medallas en los X Games de Invierno.

## Medallero internacional
| Campeonato Mundial | Campeonato Mundial         | Campeonato Mundial | Campeonato Mundial |
| Año                | Lugar                      | Medalla            | Prueba             |
| ------------------ | -------------------------- | ------------------ | ------------------ |
| 2015               | Kreischberg (Austria)      | Medalla de oro     | Slopestyle         |
| 2019               | Park City (Estados Unidos) | Medalla de oro     | Big air            |

| X Games de Invierno | X Games de Invierno    | X Games de Invierno | X Games de Invierno |
| Año                 | Lugar                  | Medalla             | Prueba              |
| ------------------- | ---------------------- | ------------------- | ------------------- |
| 2016                | Aspen (Estados Unidos) | Medalla de oro      | Big air             |
| 2016                | Oslo (Noruega)         | Medalla de plata    | Slopestyle          |
| 2020                | Aspen (Estados Unidos) | Medalla de bronce   | Slopestyle          |
| 2020                | Hafjell (Noruega)      | Medalla de bronce   | Slopestyle          |